# Universidad de Nueva Inglaterra
La Universidad de Nueva Inglaterra (en inglés: UNE: University of New England) es una universidad de investigación privada de Maine con campus en Portland, Maine y Biddeford, así como un campus de estudios en el extranjero en Tánger (Marruecos). Durante el ciclo académico 2018-2019, 13,439 estudiantes se inscribieron en los programas presenciales y en línea de la UNE.
La historia institucional de la UNE se remonta a 1831, cuando se inauguró el Seminario Westbrook en lo que ahora es el Campus Portland de la UNE. El Campus UNE Biddeford fue fundado en 1939 cuando College Séraphique abrió sus puertas como escuela secundaria y colegio universitario para niños de ascendencia quebequense. En 1952, esa institución se convirtió en una universidad de artes liberales de cuatro años llamada St. Francis College. En 1978, St. Francis College se fusionó con la Fundación de Medicina Osteopática de Nueva Inglaterra para convertirse en la Universidad de Nueva Inglaterra. En 1996, la Universidad de Nueva Inglaterra se fusionó con Westbrook College.
Es la universidad privada más grande del estado de Maine y la mayor educadora de profesionales de la salud de dicho estado. Se organiza en cinco facultades.